# Bellegarde-sur-Valserine
Bellegarde-sur-Valserine era una comuna francesa que estaba situada en el departamento de Ain, de la región de Auvernia-Ródano-Alpes, que el 1 de enero de 2019 pasó a formar parte de la comuna nueva de Valserhône como comuna delegada.

## Geografía
La ciudad está situada en el noreste del departamento, en la confluencia de los ríos Ródano y Valserine.

## Historia
- En 1966 absorbe la comuna de Coupy.[4]
- En 1970 absorbe la comuna de Arlod.[4]

## Demografía
| Gráfica de evolución demográfica de Bellegarde-sur-Valserine entre 1800 y 2018 |
|                                                                                |

Los datos demográficos contemplados en este gráfico de la comuna de Bellegarde-sur-Valserine se han cogido de 1800 a 1999 de la página francesa EHESS/Cassini, y los demás datos de la página del INSEE.